# Powiat Yamabe
Powiat Yamabe (jap. 山辺郡 Yamabe-gun) – powiat w Japonii, w prefekturze Nara. W 2024 roku liczył 2975 mieszkańców.

## Miejscowości
- Yamazoe